# Starz
Starz – kanał telewizyjny USA emitowany w telewizji kablowej i satelitarnej. Stacja rozpoczęła nadawanie od 1 lutego 1994 roku.

## Programy emitowane  na Starz

### Seriale emitowany obecnie
- Power (2014-)
- Outlander (2014-)
- Dziewczyna z doświadczeniem (2016 – )[1]
- Amerykańscy bogowie (2017 -)
- Vida (od 2018)
- Sweetbitter (od 2018)[2]
- Hiszpańska księżniczka(od 2019)
- The Rook(od 2019)[3]

### Seriale, które będą emitowane w przyszłości
- The Continental[4]

## Programy emitowane dawniej
- Odpowiednik (2018–2019)[5]
- Now Apocalypse(2019)
- Ash kontra martwe zło (2015 -2018)
- Survivor’s Remorse (2014–2017)
- Biała księżniczka (2017)
- Zaginiony (2014–2016)
- Piraci (2014–2017)
- Pogadanki Blunta (2015 – 2016)
- Pot i łzy (2015)
- Demony da Vinci (2013–2015)
- Boss (2011–2012)
- Camelot (2011)
- Miasto gniewu (2008–2009)
- Miasto cudów (2012)
- Spartakus (2010–2013)
- The White Queen (2013)
- Torchwood: Miracle Day (2011)
- Filary Ziemi (2010)
- Gravity (2010)
- Wariackie przypadki (2007–2009)
- Hollywood Residential (2008)
- Melanż z muchą (2009–2010)
- The Bronx Bunny Show (2003–2007)